# 감 (성씨)
감(甘)씨는 중국과 한국의 성씨이다.

## 기원
중국의 감씨는 크게 네 가지로 나뉘는데 최초 상나라에서 계출된 성씨이며, 대부분의 상왕조 가문과 마찬가지로 허난성을 연원을 둔다. 또한  주나라 희성 계열과 제나라의 강성 여씨 계열에서도 감씨가 파생되었다. 고대 하나라에서 계출된 성씨도 있다고 한다.
주(周)나라 무왕(武王)의 셋째 아들 숙대(叔帶)가 감후(甘侯)에 봉해지고 그곳을 식읍(食邑)으로 하사(下賜)받으면서 땅 이름을 따서 감씨(甘氏)의 성(姓)을 삼았다고 한다.

## 창원 감씨
감(甘)씨는 2015년 대한민국 통계청 인구조사에서 6,024명으로 조사되었다. 본관은 회산(檜山), 합포(合浦) 등이나 창원 감씨의 옛 지명이다. 
회산 감씨(檜山 甘氏)의 시조 감규는 원나라 한림학사로서 1349년(충정왕 1) 공민왕 비인 노국대장공주(魯國大長公主)를 배행하여 고려에 왔다. 그는 고려에서 문하시랑평장사(門下侍郞平章事)를 지냈으며, 연릉군(延陵君)에 봉해진 후 고려에 정착하였다. 이후 손자인 평장사(平章事) 감흥협(甘興鋏)을 비롯하여 밀직제학(密直提學) 감소연(甘紹延), 중추부사(中樞府使) 감진요(甘震曜), 이부시랑(吏部侍郞) 감침(甘鍼) 등이 관직에 진출하였다. 감씨는 본래 시조인 감규가 연릉군에 봉해진 이후 15세손 감수화(甘受和) 때까지 연릉(延陵)을 본관으로 해 오다가, 16세손 감철(甘喆)이 금자광록대부(金紫光祿大夫)에 오르고 회산군(檜山君)에 봉해진 것을 계기로 회산(檜山)을 관향으로 삼았다. 회산은 경상남도 창원시의 옛 이름이다. 창원 감씨, 합포 감씨라고도 한다.

## 인물
- 감라(甘羅) : 여불위의 식객
- 감녕(甘寧) : 오나라 장수
- 감상중(甘尙中) : 조선 성종 5년(1474년) 문과에 급제하여, 군위현감, 시강원전적(侍講院典籍) 등을 역임하였다.
- 감경인(甘景仁, 1569년 ∼ 1648년) : 조선 중기 무신
- 감기현(甘麒鉉, 1880년 ∼ 1964년) : 조선 후기 관료
- 감우성(甘宇成, 1970년 ~ ) : 배우
- 감사용: 야구선수